# Katie O'Brienová
Katie Jill O'Brienová (* 2. května 1986, Beverley, Yorkshire, Spojené království) je anglická profesionální tenistka. Dosud nevyhrála žádný turnaj WTA, v soutěžích pořádaných ITF získala čtyři tituly ve dvouhře a dva ve čtyřhře. Nejvýše klasifikovaná ve dvouhře byla na žebříčku žebříčku WTA na 84. místě (1. února 2010)
Nejlepším výsledkem na turnajích Grand Slamu je druhé kolo na domácím Wimbledonu 2007.

## Vítězství na turnajích WTA Tour a ITF (6)
| Legenda                |
| Grand Slam (0)         |
| Tour Championships (0) |
| Premier (0)            |
| International (0)      |
| ITF okruh (6)          |

| Tituly dle povrchu |
| Tvrdý (6)          |
| Antuka (0)         |
| Tráva (0)          |
| Koberec (0)        |

### Dvouhra (4)
| Číslo | Datum           | Turnaj             | Povrch | Finalistka        | Výsledek       |
| 1.    | 30. leden 2005  | Hull $10,000       | tvrdý  | Ivanna Israilova  | 6-4 6-4        |
| 2.    | 1. říjen 2006   | Nottingham $25,000 | tvrdý  | Amanda Keen       | 5-7 7-6(3) 6-4 |
| 3.    | 8. únor 2009    | Sutton $25,000     | tvrdý  | Johanna Konta     | 3-6 6-2 6-4    |
| 4.    | 23. březen 2009 | Jersey $25,000     | tvrdý  | Claire Feuerstein | 7-5 1-0 ret.   |

### Čtyřhra (2)
| Číslo | Datum          | Turnaj         | Povrch | Spoluhráčka       | Finalistky                           | Výsledek |
| 1.    | 24. září 2006  | Madrid $25,000 | tvrdý  | Sorana Cîrsteaová | Celine Cattaneo & Gaelle Widmer      | 6-4 6-4  |
| 2.    | 15. říjen 2006 | Jersey $25,000 | tvrdý  | Margit Rüütel     | Veronika Chvojková & Claire Peterzen | 7-5 6-4  |

## Poražená finalistka na turnajích WTA Tour a ITF (14)
| Legenda                |
| Grand Slam (0)         |
| Tour Championships (0) |
| Premier (0)            |
| International (0)      |
| ITF okruh (14)         |

| Finalistka dle povrchu |
| tvrdý (13)             |
| antuka (0)             |
| tráva (0)              |
| koberec (1)            |

### Dvouhra (6)
| Číslo | Datum          | Turnaj             | Povrch  | Vítězka            | Výsledek       |
| 1.    | 19. září 2004  | Manchester $10,000 | tvrdý   | Amanda Sieveke     | 6-4 7-6(4)     |
| 2.    | 23. leden 2005 | Tipton $10,000     | tvrdý   | Irena Bulykinová   | 6-7(5) 6-2 6-4 |
| 3.    | 6. srpen 2006  | Čchang-ša $25,000  | tvrdý   | Chen Yanchong      | 6-1 6-1        |
| 4.    | 24. září 2006  | Madrid $25,000     | tvrdý   | Olivia Sanchezová  | 6-7(7) 6-4 6-4 |
| 5.    | 21. říjen 2007 | Glasgow $25,000    | tvrdý   | Sofia Arvidssonová | 6-3 6-1        |
| 5.    | 8. březen 2009 | Minsk $25,000      | koberec | Daria Kustovová    | 6-7(3) 6-1 6-4 |

### Čtyřhra (8)
| Číslo | Datum          | Turnaj             | Povrch | Spoluhráčka       | Vítězky                                | Výsledek       |
| 1.    | 23. leden 2005 | Tipton $10,000     | tvrdý  | Melanie Southová  | Surina De Beer & Rebecca Llewellyn     | 6-4 6-2        |
| 2.    | 30. leden 2005 | Hull $10,000       | tvrdý  | Melanie Southová  | Irena Bulykinová & Vasilisa Davidovová | 4-6 6-3 7-5    |
| 3.    | 5. únor 2006   | Jersey $25,000     | tvrdý  | Melanie Southová  | Andrea Hlaváčková & Matea Mezak        | 6-3 6-1        |
| 4.    | 1. říjen 2006  | Nottingham $25,000 | tvrdý  | Margit Rüütelová  | Karen Patersonová & Melanie Southová   | 6-2 2-6 7-6(1) |
| 5.    | 22. říjen 2006 | Glasgow $25,000    | tvrdý  | Margit Rüütelová  | Veronika Chvojková & Līga Dekmeijere   | 6-4 6-3        |
| 6.    | 29. říjen 2006 | Istanbul $25,000   | tvrdý  | Sorana Cîrsteaová | Mervana Jugić-Salkić & İpek Şenoğlu    | w/o            |
| 7.    | 14. říjen 2007 | Jersey $25,000     | tvrdý  | Georgie Stoopová  | Andrea Hlaváčková & Lucie Hradecká     | 6-0 6-4        |
| 8.    | 8. únor 2009   | Sutton $25,000     | tvrdý  | Rebecca Marino    | Raquel Kops-Jones & Renata Voráčová    | 6-3 6-3        |

## Fed Cup
Katie O'Brienová se zúčastnila 10 zápasů ve Fed Cupu za tým Velké Británie s bilancí 3-5 ve dvouhře a 1-3 ve čtyřhře.

## Postavení na žebříčku WTA na konci sezóny

### Dvouhra
| Rok    | 2002 | 2003   | 2004   | 2005   | 2006   | 2007   | 2008   | 2009  |
| Pořadí | 693. | ▼ 742. | ▲ 401. | ▲ 263. | ▲ 193. | ▲ 134. | ▼ 154. | ▲ 88. |

### Čtyřhra
| Rok    | 2003 | 2004   | 2005   | 2006   | 2007   | 2008   | 2009   |
| Pořadí | 534. | ▼ 607. | ▲ 358. | ▲ 181. | ▼ 191. | ▼ 353. | ▼ 376. |